# Anelli nell'io
Anelli nell'io: Che cosa c'è al cuore della coscienza? (titolo originale inglese: I Am a Strange Loop) è un libro di Douglas Hofstadter, pubblicato nel 2007.
In esso l'autore riprende temi del suo libro del 1979 Gödel, Escher, Bach: un'eterna ghirlanda brillante, in particolare i concetti di "coscienza" e di "autocoscienza" e le tematiche legate all'autoreferenza. Il libro inoltre sviluppa il tema delle analogie come approccio allo studio dell'intelligenza, già oggetto del volume Concetti fluidi ed analogie creative pubblicato da Hofstadter nel 1995. Nel volume le riflessioni teoriche sono accompagnate da narrazioni autobiografiche.
Hofstadter si sposò nel 1985 con Carol Ann Brush (nata a Linton nell'Indiana nel 1951), grande appassionata e studiosa della cultura italiana (la madre era di origini campane). Nel 1988 nacque Danny e nel 1991, Monica. Nel 1993 Carol morì per l'improvviso manifestarsi di un tumore al cervello (glioblastoma multiforme).
Di questo tragico fatto si avverte la dolorosa presenza in gran parte di Anelli dell'io: cosa e dove era la coscienza di Carol e cosa e dove può esserne restato dopo? Il libro, peraltro, è proprio dedicato alla ricerca dell'essenza e dell'origine della consapevolezza che un vivente ha di se stesso e le conclusioni di Hofstadter sono, in senso umano, molto negative: non solo la Terra e l'Uomo non sono al centro dell'Universo, ma la stessa autoconsapevolezza non è altro che la conseguenza di un meccanico loop ripetitivo simile, in sostanza, allo specchio. Dunque, nulla di eccezionale.
Naturalmente non tutti sono d'accordo. Per esempio Martin Gardner: "Sebbene il nostro DNA sia quasi identico a quello di uno scimpanzé, non c'è modo di insegnare il calcolo differenziale ad uno scimpanzé e neppure di fargli capire la radice quadrata di 2. Certamente devono esserci verità che sono tanto al di là della nostra comprensione quanto la nostra comprensione è al di là di quella di una mucca".

## Edizioni
- Douglas Hofstadter, Anelli nell'io (rilegato), traduzione di Francesco Bianchini, Maurizio Codogno, Paola Turina, Milano, Mondadori, 18 novembre 2008  [2007],  p. 519, ISBN 978-88-04-58309-7.